# Karl Gustaf Larson
Karl Gustaf Larson, de son nom de plume Larin-Kyösti, (né le 5 juin 1873 à Hämeenlinna - mort le 2 décembre 1948 à Oulunkylä, Helsinki) est un poète, auteur de pièces de théâtre et traducteur finlandais.

## Biographie
De nombreux poèmes de Larin-Kyösti ont été mis en musique par exemple par Yrjö Kilpinen, Jean Sibelius (exemple: Kaiutar, op. 72 no.4) ou Pekka Kostiainen.

## Ouvrages
- Tän pojan kevätrallatuksia.   1897
- Kylän lauluja.   1898
- Kulkurin lauluja.   1899
- Ajan käänteessä.   1899
- Juhannustulilla, pièce de théâtre.   1900
- Etsijän tarina.   1901
- Unta ja totta.   1901
- Kuisma ja Helinä, pièce de théâtre.   1902.
- Tuhkimo ja kuninkaantytär.   1903
- Kellastuneita lehtiä.   1903
- Herra "valtuusmies".   1904
- Musta hepo.   1904
- Leipä ja laulu.   1905
- Meren maininkeja.   1905
- Ad astra.   1906
- Särkynyt sävel.   1906
- Lemminkäinen.   1907
- Aarteenkaivajat.   1908
- Vuorivaeltaja. 1908
- Aslak Hetta.   1909
- Katupeilin kuvia.   1910
- Oli kerran.   1911
- Lauluja vanhasta kaupungista.   1912
- Tapiolassa.   1912
- Balladeja ja muita runoja.   1913
- Valittuja runoja.   1913
- Sällin selkkauksia.   1914
- Sanning och sägen.   1916
- Lausujan runokirja.   1916
- Sydänpäivän lauluja.   1916
- Taikapeili.   1916
- Korpinäkyjä 1–2.   1915–17
- Ilja munkki.   1917
- Tarutarha.   1918
- Jouluyön tarina.   1918
- Taiston tiellä.   1918
- Ilotyttö.   1919
- Lauluja rakkaudesta.   1919
- Salon soittaja.   1919
- Iloisia helkkeitä.   1920
- Kohotettu keihäs.   1921
- Pilan pippuria ja ivan suolaa.   1921
- Meren äärellä.   1921
- Ulkosaarelaiset, pièce de théâtre.   1922
- Valittuja runoja 1–2.   1913–23
- Valitut kertomukset.   1924
- Vaeltava teini.   1924
- Kruunun-perämies.   1926
- Juvenilia, muistelmateos.   1927
- Runovalikoima.   1929
- Turun teinejä.   1931
- Uusia balladeja ja legendoja.   1934
- Kotoisilta kujilta.   1934
- Meri soittaa....   1937
- Tapani Löfing.   1937
- Tuuliajolla.   1940
- Beata-rouvan kilvoitus.   1944
- Huilu ja kitara.   1946
- Lausujan runoja.   1948
- Unta ja elämää.   1948
- Maassa ja tähdissä.   1950
- Valitut teokset 1–3.   1950
- Larin-Kyöstin kauneimmat runot.   1961
- Ota sun kaunis kantelees.   1985
- Kirkon kirot, pièce de théâtre. 1946–1947

## Prix et récompenses
- Prix Aleksis-Kivi, 1942
- Prix national de littérature, 1901, 1904,1914, 1919, 1932